# Масакр на Радоњићком језеру
Масакр на Радоњићком језеру се десио током рата на Косову и Метохији када су јединице ОВК и албанских екстремиста предвођене Рамушем Харадинајем, у близини Радоњићког језера, код села Глођане, убиле најмање 34 цивила српске и албанске народности.
Рамуш Харадинај је за злочине на том подручју био оптужен пред Међународним судом за ратне злочине у Хагу. На терет му је, између осталог, стављено и убиство 30 цивила српске и албанске националности, чија су тела пронађена у самом језеру. Хашки трибунал га је у априлу 2008. године ослободио свих оптужби, што је изазвало протест међу званичницима републике Србије.

## Позадина
1990. године делимично је укинута аутономија САП Косово у оквиру СР Србије, тадашње републике СФРЈ. Убрзо, је организована оружана побуна албанских радикалних сепаратистичких снага који су себе називали Ослободилачка војска Косова. Штаб ОВК био је смештен у шумама око Радоњићког језера.
У септембру 1998. године Војска Југославије (ВЈ) и полиција у организованој акцији заробиле припаднике ОВК у више села око језера Радоњић: Прилеп, Рзнић и Глођане. У тим акцијама ухапшено је и убијено више десетина припадника ОВК. Масакр на Радоњићком језеру се десио као одмазда ОВК због ових губитака.
Масакр се десио 9. септембра 1998. године. Неколико дана касније откривено је око тридесетак тела од стране националног форензичког тима који су били жртве Ослободилачке војске Косова (ОВК).
Након овог масакра ОВК је проглашен терористичком организацијом од стране САД и Велике Британије. Ипак, након неуспешних преговора у Рамбујеу, уследило је НАТО бомбардовање СРЈ. Након 78 дана агресије Кумановским споразумом 11. јуна 1999. године Слободан Милошевић предаје Косово снагама НАТО-а под покровитељством Организације уједињених нација. 9 година након тога косовски Албанци једнострано проглашавају независност од Србије 17. фебруара 2008. године. Након тих догађаја, став Хашког трибунала се битно мења у односу према ОВК и њеним вођама, тако да Суд доноси ослобађајућу пресуду за Рамуша Харадинаја уз образложење да „сматра доказе за остатак тела нађених на каналу „проблематичан“, као доказ о томе коме су починиоци“, те да се ради о „насумичном криминалном понашању а не о организованом учешћу ОВК.

## Жртве
Према подацима Фонда за хуманитарно право и према оптужници за ратни злочин против Рамуша Харадинаја и Идриза Балаја, овој локацији је убијено 37 цивила српске, ромске и албанске националности међу којима и двоје деце.
Идентификовано је 15 цивила:
1. Вукосава Марковић (1937)
2. Даринка Ковач (1932)
3. Милован Влаховић (1935)
4. Милош Радуновић (1938)
5. Слободан Радошевић (1943)
6. Хајрулах Гаши, Албанац (1951)
7. Исуф Хоџа, Албанац (1938)
8. Илира Фррокај, Албанка (1967)
9. Туш Фррокај, Албанац (1961)
10. Илија Антић (1934)
11. Аџи Сеферај, Ром (1940)
12. Велизар Стошић (1935)
13. Сафет Кући, Албанац (1951)
14. Здравко Радуновић (1955)
15. Пал Краснићи, Албанац (1976)
16. Милка Влаховић (1933) постоје чврсти докази да је овде убијена са супругом Милованом, међутим још увек није идентификована
17. Милица Радуновић (1938) постоје чврсти докази да је овде убијена са супругом Милошем, међутим још увек није идентификована
18. Игбала Тахирај, Албанка (1959)
19. Себахете Тахирај, Албанка (1965)
20. Зенин Гаши, Египћанин (1957) постоје чврсти докази да је овде убијен, међутим још увек није идентификован
21. Мисин Бериша, Ашкалија (1950) постоје чврсти докази да је овде убијен, међутим још увек није идентификован
22. Салија Бериша, Ашкалија (1987) постоје чврсти докази да је овде убијен, међутим још увек није идентификован

23-37: неидентификоване цивилне жртве, међу којима је и двоје деце.